# Башкирская академия государственной службы и управления при Главе Республики Башкортостан
Башкирская академия государственной службы и управления при Главе Республики Башкортостан (баш. Башҡортостан Республикаһы Башлығы эргəһендəге Башҡортостан дəүлəт хеҙмəте һəм идара итеү академияһы) — российское государственное образовательное учреждение высшего образования, расположенное в городе Уфе. Учредителем является Глава Башкортостана. Ректор — Абдрахманов Данияр Мавлиярович.
Полное название: Государственное бюджетное образовательное учреждение высшего образования "Башкирская академия государственной службы и управления при Главе Республики Башкортостан" ( ГБОУ ВО "БАГСУ" )

## История
Образовательное учреждение является правопреемником системы подготовки руководящих кадров, сложившейся в советские годы. В мае 1919 года были впервые открыты первые двухнедельные партийные курсы при Уфимском губкоме РКП(б), которые впоследствии, в июне 1919 были переименованы в Уфимскую губернскую партийную школу. В декабре 1920 года, эта школа переименовывается в Уфимский губернский рабоче-крестьянский университет, в рамках которого функционировали: основной курс, профсоюзные курсы, татаро-башкирские политические курсы, курсы РКСМ. 19 сентября 1921 года учреждение вновь меняет своё название и становится Уфимской губернской советско-партийной школой. В ней функционировали несколько учебных секций: женская, лекторская, комсомольская и партийная. В связи с вхождением Уфимской губернии в состав Башкирской АССР в сентябре 1922 года Уфимская губернская советско-партийная школа преобразована в Башкирскую областную совпартшколу 2-й ступени. Далее, в 1923 году она становится Башкирской совпартшколой 1-й и 2-й ступени. Школа 1-й ступени в 1927 году ликвидируется. К моменту реорганизации учреждения в Башкирский коммунистический университет (апрель 1931 года) в нем функционировали русский и татаро-башкирский сектора, которые делились на отделения (пропагандистское, политико-просветительское и колхозно-кооперативное). Башкирский коммунистический университет в 1933 году преобразуется в Башкирскую высшую коммунистическую сельскохозяйственную школу (БВКСХШ).
Постановлением бюро Башкирского обкома ВКП(б) от 14 мая 1941 г. в республике вновь открываются Областные партийные курсы для переподготовки секретарей партийных комитетов и парторгов. В последующем, в октябре 1944 года они становятся Областной годичной партийной школой при Башкирском обкоме ВКП(б). В августе 1946 года партийная школа становится двухгодичной партийной школой, в 1953 году трехгодичной партийной школой, а в 1956 году — четырехгодичной партийной школой при Башкирском обкоме КПСС. С 8 января 1958 года школа стала именоваться Уфимской высшей партийной школой. В 1960 году Уфимская высшая партийная школа упраздняется Постановлением ЦК КПСС.
Современное образовательное учреждение создано в 1991 году Постановлением Совета Министров Башкирской ССР от 9 августа 1991 года № 189 как Башкирская коммерческая академия. С 1992 года — Башкирская академия управления. С 1994 года — Башкирская академия государственной службы и управления при Президенте Башкортостана. C 2015 года - современное название.

## Современность
Академия осуществляет подготовку, переподготовку и повышение квалификации руководителей и специалистов органов государственного, экономического и муниципального управления.
При учебном заведении работает редакционно-издательский отдел, исследовательский и информационно-аналитический центр, который разрабатывает научно-практические рекомендации по социально-экономической политике, общественно-политическому развитию и совершенствованию системы государственного управления.
БАГСУ осуществляет подготовку по программам высшего профессионального образования по следующим направлениям:
- «Государственное и муниципальное управление»;
- «Юриспруденция»;
- «Менеджмент»;
- «Экономика»;
- «Психология»
- «Политология».

Академия участвует в Федеральной программе подготовки управленческих кадров для организаций народного хозяйства РФ совместно с ведущими вузами республики — Уфимским государственным авиационным техническим университетом по специальностям: «Стратегический менеджмент», «Инновационный менеджмент».
В сфере научных интересов Академии находятся деятельность органов государственной власти и управления, органов местного самоуправления, различные аспекты их взаимодействия, а также их взаимоотношения с институтами гражданского общества, включая управленческие, социально-экономические, политико-правовые и другие.
По данным на 1 января 2018 года в БАГСУ обучаются 1625 человек (магистры, бакалавры, аспиранты).
В составе академии функционируют два факультета и 10 кафедр: факультет государственного и муниципального управления и экономики; юридический факультет.

## Структура
Профессорско-преподавательский состав вуза насчитывает 70 человек, из которых 95,5% процентов имеют ученые степени и звания, в том числе 14 из них - доктора наук, 53 - кандидаты наук.
В составе академии функционируют два факультета  и 10 кафедр:
- Факультет государственного и муниципального управления и экономики;
- Юридический факультет;

Также функционирует научная библиотека с фондом более 50 тысяч экземпляров книг на русском и иностранных языках, докторантура, аспирантура, юридическая клиника, Научно-исследовательский и информационный центр, Республиканский центр кадрового тестирования, Институт дополнительного профессионального образования.
В Институте дополнительного профессионального образования БАГСУ за 2017 год прошли обучение 3356 человек: по программе повышения квалификации 3085 человека, по программам профессиональной переподготовки – 271 человека. Из них 649 слушателей были государственными служащими, 634 человека – муниципальными служащими.

## Ректоры
- Махмутов, Анас Хусаинович (1992—1998)
- Аюпов, Мансур Анварович (1998—2003), (2007—2011)
- Гимаев, Ильдар Раисович (2003—2007)
- Лаврентьев, Сергей Николаевич (c 2011 года)
- Колобова Гузель Анисовна (и.о. с 10  марта 2016 года)[2]
- Кызыргулов, Ильгиз Раянович ( с 2017 года по март 2021 года.)
- Абдрахманов, Данияр Мавлиярович (с 25 марта 2021 года)[3].